# مانويل فرنانديز غينيه
مانويل فرنانديز غينيه (بالإسبانية: Manuel Fernández Ginés)‏ هو دراج إسباني، ولد في 25 فبراير 1971 في لا ثوبيا في إسبانيا.

## وصلات خارجية
- مانويل فرنانديز غينيه على موقع أرشيف الدراجات (الإنجليزية)
- مانويل فرنانديز غينيه على موقع إحصائيات الدراجات الإحترافية (الإنجليزية)
- مانويل فرنانديز غينيه على موقع نسبة الدراجات (الإنجليزية)
- مانويل فرنانديز غينيه على موقع CycleBase (الإنجليزية)
- مانويل فرنانديز غينيه على موقع أوليمبيديا (الإنجليزية)